# 约阿希姆·施特赖希
约阿希姆·施特赖希（德語：Joachim Streich，1951年4月13日—2022年4月16日），德国男子足球运动员，司职前锋。他曾代表东德国奥队参加1972年夏季奥林匹克运动会足球比赛，获得一枚铜牌。